# 巴奇圣捷尔吉
巴奇圣捷尔吉（匈牙利語：Bácsszentgyörgy）是匈牙利南部巴奇-基什孔州所辖的一个村，总面积14.73平方公里，总人口207，人口密度14.05人/平方公里（2005年）。地理坐标为46.033°N 18.950°E。